# Middelkerke
Middelkerke és un municipi belga de la província de Flandes Occidental a la regió de Flandes.

## Seccions
| #    | Nom                  | Extensió | Població |
| ---- | -------------------- | -------- | -------- |
| I    | Middelkerke          | 5,08     | 7001     |
| II   | Westende             | 7,60     | 6735     |
| III  | Lombardsijde         | 1,79     | 6735     |
| IV   | Wilskerke            | 5,06     | 818      |
| V    | Leffinge             | 20,46    | 2373     |
| VI   | Slijpe               | 17,54    | 1709     |
| VII  | Mannekensvere        | 6,58     | 1709     |
| VIII | Schore               | 6,70     | 1709     |
| IX   | Sint-Pieters-Kapelle | 4,84     | 1709     |

La caseria de Raversijde pertanyia a Middelkerke, fins que el 1971 va cedir-la a Oostende.

## Evolució demogràfica
- Font:NIS
- 1971: cessió de Raversijde a Oostende (-2,06 km² i 1.140 habitants)
- 1977: annexió de Leffinge, Spermalie, Westende i Wilskerke, i cessió de Lombardsijde a Nieuwpoort (+70,57 km² i 9.551 habitants)

## Localització

Mapa de Middelkerke

| - a. Oostende - b. Stene-Dorp (Oostende) - c. Snaaskerke (Gistel) - d. Zevekote (Gistel) - e. Zande (Koekelare) - f. Leke (Diksmuide) - g. Keiem (Diksmuide) - h. Stuivekenskerke (Diksmuide) - i. Pervijze (Diksmuide) - j. Ramskapelle (Nieuwpoort) - k. Sint-Joris (Nieuwpoort) - l. Nieuwpoort |

## Agermanaments
- Vresse-sur-Semois
- Épernay
- Ettlingen
- Rauschenberg
- Sohren
- Büchenbeuren
- Clevedon